# Hagen Quartett

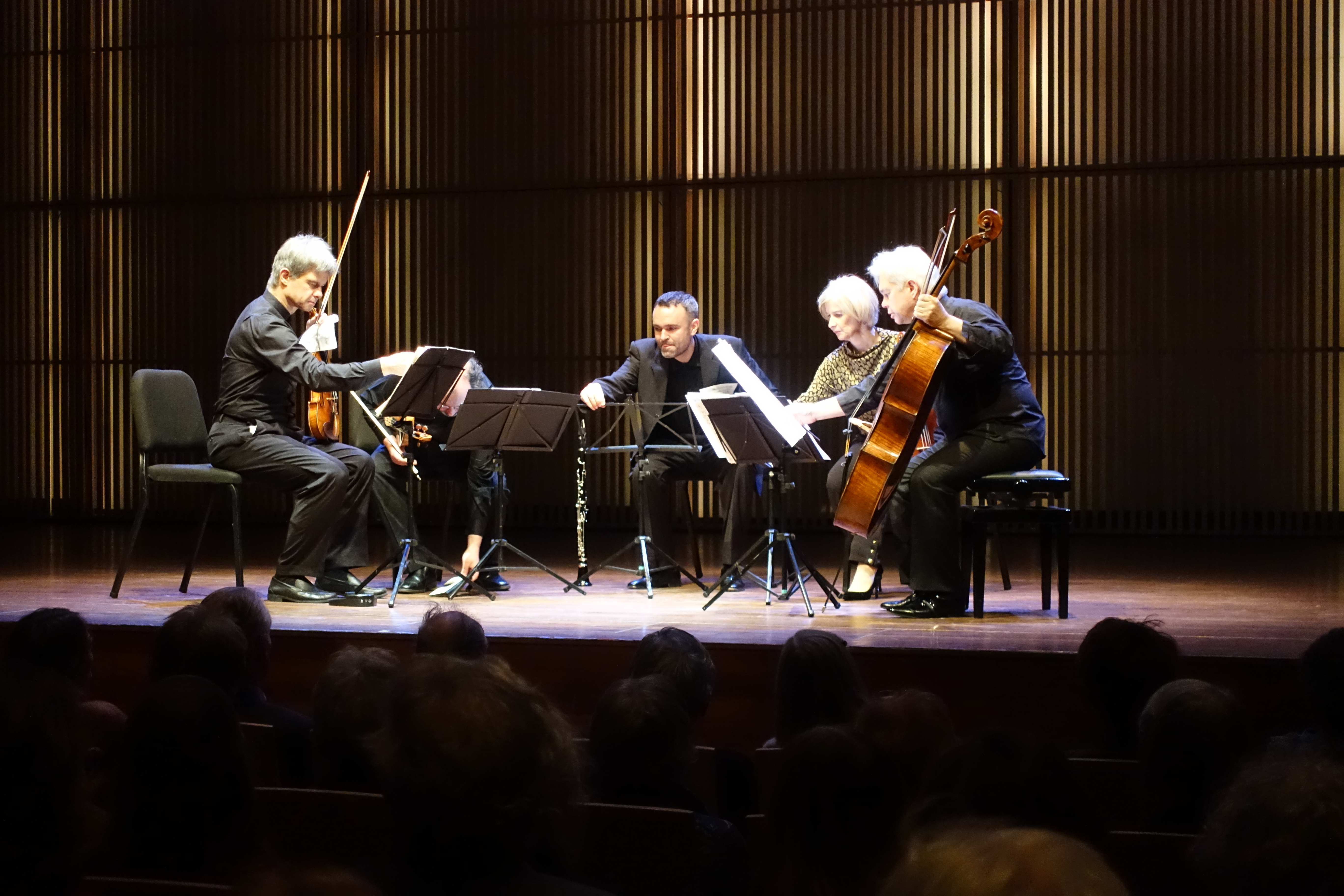
Het Hagen Quartett met klarinettist Jörg Widmann

Het Hagen Quartett is een Oostenrijks strijkkwartet uit Salzburg. Het kwartet werd in de jaren zeventig opgericht door twee broers en twee zussen: Lukas, Angelika, Veronika en Clemens Hagen. De leden van het kwartet speelden van december 2013 tot augustus 2017 op de beroemde Stradivarius-instrumenten die op hun beurt al sinds lang, zij het met aanzienlijke tussenpozen, een kwartet vormen. Deze instrumenten, uitgeleend door de Nippon Music Foundation, werden eerder gebruikt door het Paganini Quartet, het Cleveland String Quartet en het Tokyo String Quartet.
De "Hagen-kinderen" wonnen als kwartet medio jaren zeventig de eerste prijs van de Jeugdmuziekwedstrijd in Leoben. In 1981 nodigde Gidon Kremer het kwartet uit voor zijn eerste kamermuziekfestival in Lockenhaus. Dit eerste optreden voor het internationale publiek wordt ook wel gezien als het officiële begin van het kwartet, dat destijds door Nikolaus Harnoncourt werd gesponsord.
In 1996 wonnen zij de prijs van de Accademia Musicale Chigiana.

## Leden
De leden van het kwartet zijn in 2018 Lukas Hagen (viool), Rainer Schmidt (viool – sinds 1987), Veronika Hagen (altviool) en Clemens Hagen (cello). Naast Angelika Hagen (tot 1981) is ook Anette Bik van 1981 tot 1987 tot lid geweest van het kwartet.

## Wetenswaardigheden
Het Hagen Quartett speelde in 2018 het openingsconcert van de eerste Strijkkwartet Biënnale Amsterdam in het Muziekgebouw aan het IJ, samen met de klarinettist en componist Jörg Widmann. Er werden toen stukken voor klarinetkwintet gespeeld, onder andere de wereldpremière van het klarinetkwintet van Widmann.

## Discografie (selectie)
Tenzij anders aangegeven uitgegeven door Deutsche Grammophon
- W. A. Mozart: Verzamelde strijkkwartetten
- J. Haydn: zes "zonnekwartetten" op. 20
- J. Brahms: Alle strijkkwintetten met Gérard Caussé
- Dvorak/Kurtag/Schulhoff: Strijkkwartetten
- Beethoven: Strijkkwartet op. 95, Schubert: Strijkkwartet in G-Groot D 887
- L. van Beethoven: Strijkkwarttetten op. 18/4 en 131
- F. Schubert: Strijkkwartet nr. 13 „Rosamunde“
- D. Schostakowitsch: Kwartetten nr. 4, 11 en 14
- W. A. Mozart: Kleine Nachtmusik en de Divertimenti, met Alois Posch, contrabas
- Lutoslawski/Ligeti/Schnittke: Strijkkwartetten
- F. Schubert: De dood en het meisje, Beethoven: op. 135
- Weber/Mozart: Klarinetkwintetten met Eduard Brunner
- Debussy/Ravel: Strijkkwartetten
- Mozart: vierstemmige fuga's naar J. S. Bach KV 405, Adagio en KV 546; Beethoven, strijkkwartet op. 130 en grote fuga op. 133
- Beethoven: Strijkkwartetten op. 18/1 en op. 59/1
- Beethoven: Strijkkwartetten op. 127 en op. 132
- F. Schubert: Forellenkwintet met András Schiff en Alois Posch, Label: Decca
- Schumann: Strijkkwartet op. 41/1 en Pianokwintet met Paul Gulda
- Schumann: Strijkkwartet op. 41/2 en op. 41/3